# الغزو الفرنسي لروسيا
الغزو الفرنسي لروسيا الذي كان في العام 1812 كان نقطة تحول في الحروب النابليونية. هذه الحرب تعرف في روسيا بالحرب الوطنية (بالروسية: Отечественная война) والتي تختلف عن الحرب الوطنية العظمى التي تشير إلى الغزو الألماني لروسيا في الحرب العالمية الثانية. تُعرف الحرب الوطنية أيضًا باسم «حرب 1812» وهو نفس اسم الحرب التي دارت بين الولايات المتحدة والمملكة المتحدة.

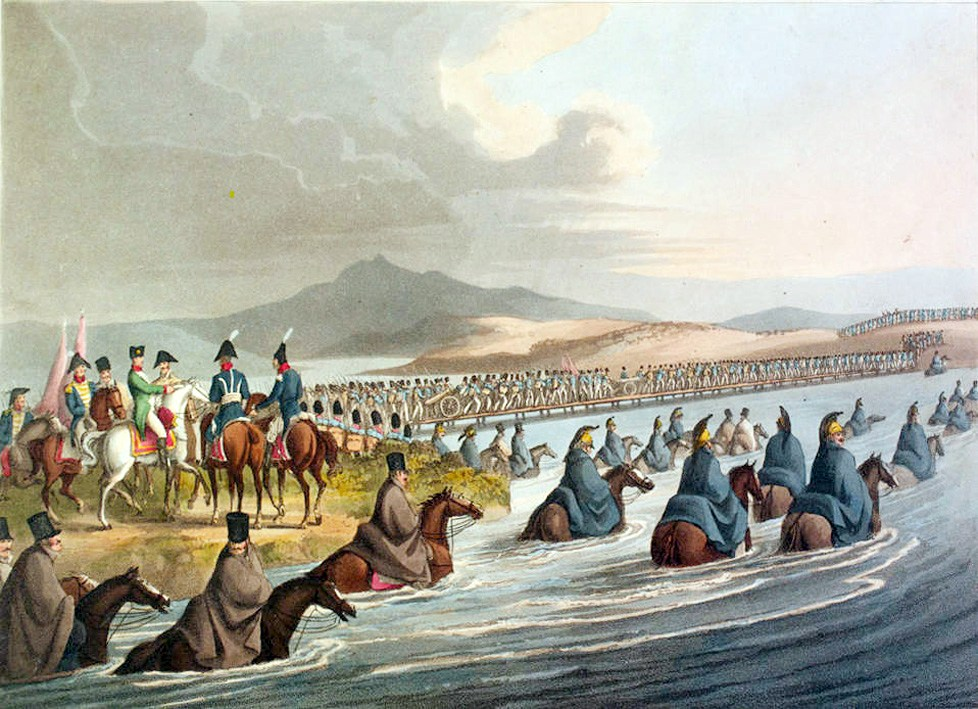
عبور الجيش الفرنسى لنهر نيمان

كان هدف نابليون من الحرب هو إجبار قيصر روسيا ألكسندر الأول على وقف التجارة مع بريطانيا مما كان سيدفعها برأيه لقبول الصلح مع فرنسا. أما الهدف السياسى الرسمى من الحرب فكان تحرير بولندا من التهديد الروسي. لذلك أطلق نابليون اسم «الحرب البولندية الثانية» على حملته لكي يكسب تعاطف البولنديين وليوفر غطاًء سياسيًا للحملة.
دفع نابليون في حملته على روسيا بجيش ضخم وصل تعداده 680,000 جندي 300,000 منهم فرنسيون. اندفع الجيش الفرنسي بسرعة لمسافات بعيدة عبر روسيا الأوروبية في محاولة لملاقاة الجيش الروسي في معركة حاسمة. غير أن كل المعارك التي دخلها الجيش الفرنسي كانت مواجهات صغيرة بإستثناء معركة واحدة كبيرة عند سمولينسك في شهر أغسطس. تمنى نابليون أن تنهي هذه المعركة توغله داخل روسيا إلا أن الجيش الروسي انسحب شرقًا داخل روسيا تاركًا سمولينسك لتحترق. انهارت خطة نابليون التي كان قد أعدها لمعركة سمولينسك وإضطر لمواصلة التحرك شرقا لمطاردة الجيش الروسي.
ومع تراجع الجيش الروسي إلى داخل البلاد، أوكلت للقوزاق مهمة إحراق القرى والمدن والمحاصيل قبل تقدم الجيش الفرنسى إليها. كان الغرض من عملية الإحراق حرمان الفرنسيين من إمكانية الإعتماد على ما تحويه المدن والقرى الروسية من مواد غذائية وغيرها لتموين الجيش الغازى. فؤجئ الفرنسيون بخطة الروس وبحجم الدمار الذي ألحقوه بممتلكاتهم وأراضيهم. دفعت هذه الخطة الفرنسيين لمحاولة إمداد جيشهم عبر خطوط إمداد طويلة وصعبة أثبتت لاحقا فشلها في إمداد الجيش. دفع الجوع والبؤس الجنود الفرنسيون لمغادرة معسكراتهم ليلًا للبحث عن الطعام وكانوا غالبًا ما يقعون فريسة سهلة للقوزاق الذين أسروا أو قتلوا الكثير منهم.
استمر انسحاب الجيش الروسي إلى داخل البلاد لمدة ثلاثة أشهر تقريبًا. أدى تواصل الانسحاب وفقدان المزيد من أراضى روسيا للفرنسيين إلى غضب كبير في أوساط النبلاء الروس الذين ضغطوا على القيصر ألكسندر الأول حتى يقيل قائد جيشه الفيلد مارشال ميخائيل اندرياس باركلي دي تولي. استجاب القيصر لضغوط نبلائه وعين المحارب المخضرم الأمير ميخائيل كوتوزوف قائدًا جديدًا للجيش.
في السابع من سبتمبر 1812 لحق الجيش الفرنسى بالجيش الروسي الذي كان قد حصن نفسه في التلال المحيطة ببلدة صغيرة تسمى بورودينو تقع غرب موسكو بحوالى 70 ميلًا، وقعت هناك أكبر معركة في الحروب النابليونية كلها حيث اشترك بها 250,000 جنديًا وقع منهم 70,000 قتيلًا، وعلى الرغم من تحقيق فرنسا النصر بالمعركة إلا أن ثمنه كان غاليًا بوفاة الآلاف من الجنود و 49 ضابطًا. وفي اليوم التالي نجح الجيش الروسي في تخليص نفسه وواصل انسحابه شرقًا تاركًا الفرنسيين بدون النصر الحاسم الذي كانوا يأملون به.

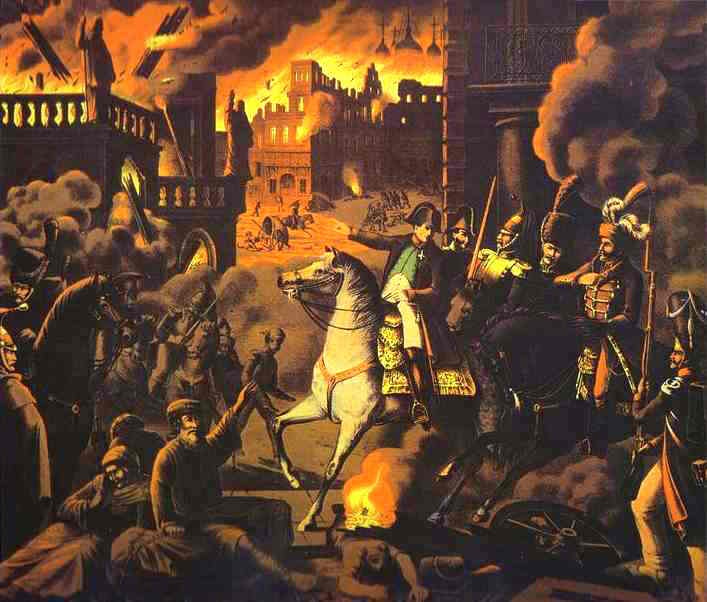
حريق موسكو (سبتمبر 1812)

دخل نابليون وجيشه موسكو بعد أسبوع واحد من معركة بورودينو ليجد الروس قد انسحبوا منها بعد أن أحرقوها بناء على أمر حاكمها الكونت فيودور روستوبشين. لم يعط سقوط موسكو نابليون النتيجة التي كان يرجوها وهى النصر الحاسم في الميدان . أيضًا لم يطلب القيصر السلام مع فرنسا بعد سقوط موسكو وعرف الطرفان أن الوقت لم يكن في صالح نابليون الذي كان وضعه يزداد سوءًا يومًا بعد يوم. ومع ذلك بقى نابليون بموسكو انتظارًا لمبادرة القيصر لعقد الصلح معه. تعزز اعتقاد نابليون بقرب طلب الروس لعقد سلام معه بعد أن انتشرت معلومات (تبين فيما بعد عدم صحتها) عن لنتشار مشاعر السخط وتدني معنويات الجنود الروس. بعد أن بقى نابليون بموسكو شهرًا خرج بجيشه متوجها إلى الجنوب الغربي من موسكو بإتجاه مدينة كالوغا حيث كان كوتوزوف قد عسكر بجيشه هناك.
أوقفت قوة روسية تقدم الفرنسيين باتجاه كالوغا. حاول نابليون مرة أخرى إجبار الروس على الدخول معه في معركة حاسمة بالقرب من بلدة مالوياروسلافيتس، إلا أن الروس انسحبوا كالعادة، بالرغم من تمتعهم بموقع إستراتيجي، ليؤكدوا إستمرارهم في خطتهم القائمة على تجنب الدخول مع الفرنسيين في مواجهة حاسمة. أجبر قرب حلول الشتاء وعدم وجود ملابس شتوية للجنود وقلة المؤن والإجهاد الشديد الذي حل بالجنود والخيل أجبرت كل هذه العوامل نابليون على التراجع على أمل التمكن من تموين جيشه في سمولينسك ثم في فيلنيوس لاحقًا.
عانى الجيش الفرنسي خلال الأسابيع التالية من الجوع والبرد مع بداية فصل الشتاء الروسي القاسي. أدى نقص المؤن والغذاء للجنود والخيل والبرد القارس والهجمات المتكررة للفلاحين الروس على أطراف القوات الفرنسية إلى خسارة العديد من الأرواح في صفوف الجيش الفرنسي، كما أدت تلك العوامل إلى خسارة الجيش الفرنسي تماسكه ونظامه. وبحلول شهر نوفمبر 1812 وعند عبور الجيش الفرنسي لنهر بيريزينا لم يتبق بالجيش سوي 27,000 جندي بعد أن تكبد جيش نابليون الكبير 380,000 قتيلًا وحوالي 100,000 أسيرًا.

انسحاب نابليون من روسيا، بريشة "أدولف نورثن".

لم يبقى نابليون في روسيا كثيرًا بعد عبور نهر بيريزينا واتجه عائدًا لباريس بموافقة (وحتى تشجيع) قواده ليدافع عن منصبه كإمبراطور لفرنسا وليحاول حشد المزيد من القوات لمواجهة الروس. انتهت حملة نابليون على روسيا عمليًا في الرابع عشر من ديسمبر 1812، أي بعد أقل من ستة أشهر على بدايتها، بمغادرة آخر القوات الفرنسية لأرض روسيا.

## خلفية
في 20 مارس 1811، وُلد نابليون الثاني (نابليون فرانسوا جوزيف تشارلز بونابرت) ابنًا للإمبراطور نابليون الأول والإمبراطورة ماري لويز الذي أصبح أميرًا إمبراطوريًا لفرنسا وملكًا على روما منذ ولادته.
لم يكن نابليون نفسه في ذات الحالة الجسدية والعقلية كما في السنوات الماضية. لقد أصبح وزنه زائدًا ومعرضًا بشكل متزايد لأمراض مختلفة.
على الرغم من حرب شبه الجزيرة المكلفة والممتدة في إسبانيا والبرتغال، باستثناء القوات البريطانية الاستكشافية في ذلك البلد، لم تجرؤ أي قوة أوروبية على معارضته.
كان في معاهدة شونبرون، التي أنهت حرب 1809 بين النمسا وفرنسا، بند يزيل غرب غاليسيا من النمسا ويضمها إلى دوقية وارسو الكبرى. اعتبرت روسيا هذا الأمر مخالفًا لمصالحها ونقطة انطلاق محتملة لغزوها.

## الأمور اللوجستية
يوضح غزو روسيا بشكل واضح ودرامي أهمية الأمور اللوجستية في التخطيط العسكري، خاصة عندما لا تكافئ الأرض عدد القوات المنتشرة في منطقة العمليات التي تتجاوز بكثير تجربة الجيش الغازي. قام نابليون باستعدادات مكثفة لتوفير الإمداد لجيشه. كان جهد الإمداد الفرنسي أكبر بكثير مما كان عليه في أي من الحملات السابقة. كان على عشرين كتيبة محمولة بالقطارات، تضم 7848 مركبة، توفير إمدادات لمدة 40 يومًا للجيش الكبير وعملياته، وأنشِئ نظام كبير من مخازن الذخيرة في البلدات والمدن في بولندا وشرق بروسيا. بُني وادي نهر فيستولا في 1811-1812 بصفته قاعدة للإمداد. أنشأ المراقب العام غيوم-ماتيو دوماس خمسة خطوط إمداد من نهر الراين إلى فيستولا. نُظمت ألمانيا وبولندا الخاضعتين للسيطرة الفرنسية في ثلاث مقاطعات بمقار إدارية خاصة بها. كان التعزيز اللوجستي الذي أعقب ذلك بمثابة اختبار خطير لمهارة نابليون الإدارية واللوجستية، الذي كرس جهوده خلال النصف الأول من عام 1812 إلى حد كبير لتزويد جيش الغزو الخاص به. درس نابليون الجغرافيا الروسية وتاريخ غزو تشارلز الثاني عشر في 1708-1709 وأدرك الحاجة إلى تقديم أكبر عدد ممكن من الإمدادات. كان للجيش الفرنسي بالفعل خبرة سابقة في العمل في ظروف قليلة السكان وغير متطورة في بولندا وبروسيا الشرقية خلال حرب التحالف الرابع في 1806-1807.
«ومع ذلك، لم يسر أي شيء حسب ما خُطط له، بسبب فشل نابليون أخذ الظروف التي كانت مختلفة اختلافًا كليًا مما كان يعرفه حتى ذلك الوقت بعين الاعتبار».
اعتاد نابليون والجيش الكبير على الاعتماد على الأرض التي كانت تخدمهم جيدًا في وسط أوروبا المكتظ بالسكان والغني بالزراعة بشبكتها الكثيفة من الطرق. أدت الحملات القسرية السريعة إلى الذهول والارتباك بين الجيوش النمساوية والبروسية قديمة الطراز، واستُخدم الكثير للبحث عن الطعام. غالبًا ما كانت الحملات القسرية في روسيا تجعل القوات تستغني عن الإمدادات إذ كانت عربات الإمداد تكافح من أجل مواكبة ذلك؛ علاوةً على ذلك، تعطلت العربات التي تجرها الخيول والمدفعية بسبب وعورة الطرق التي غالبًا ما تحولت إلى برك من الوحل بسبب العواصف الممطرة. أدى نقص الغذاء والماء في المناطق ذات الكثافة السكانية المنخفضة والأقل كثافة من الناحية الزراعية إلى موت القوات ومطياتهم إذ تعرضوا للأمراض المنتقلة بمياه الشرب من البرك الطينية وأكل الطعام الفاسد والأعلاف. تلقت مقدمة الجيش كل ما يمكن تقديمه بينما جاعت التشكيلات التي كانت وراءها.
«كان مخزن فيلنا للأسلحة أبعد نقطة متقدمة في منطقة العمليات خلال مرحلة الهجوم، ومن بعدها أصبح الجيش متعمدًا على نفسه».

### الذخيرة
أنشِئت ترسانة ضخمة في وارسو. تركزت المدفعية في ماغدبورغ ودانزيغ وستتين وكوسترين وغلوغاو. احتوت ماغدبورغ على قطار مدفعية حصار به 100 مدفع ثقيل ويُخزن 462 مدفعًا ومليوني خرطوشة ورقية و135 طنًا من البارود؛ كان في دانزيغ قطار حصار به 130 مدفعًا ثقيلًا و130 طن من البارود؛ احتوى ستتين على 263 بندقية ومليون طلقة و90 طنًا من البارود. احتوت كورستين على 108 بنادق ومليون طلقة. احتوت غلوغاو على 108 بنادق ومليون طلقة و45 طنًا من البارود.  أصبحت وارسو ودانزيج ومودلين وثورن ومارينبورغ مستودعات للذخيرة والإمداد أيضًا.

### المؤن والنقل

#### التحضيرات
احتوت دانزيغ على ما يكفي من المؤن لإطعام 40 ألف رجل لمدة 50 يومًا. حولت بيرسلاو وبلوك وويزوغرو إلى مستودعات للحبوب، وطحن كميات هائلة من الدقيق لتسليمه إلى ثورن، حيث أنتج 60 ألف قطعة بسكويت يوميًا. أنشئ مخبز كبير في فيلنبرغ. جُمع 50 ألف رأس ماشية لمتابعة الجيش. بعد بدء الغزو، أنشئت مخازن ذخيرة كبيرة في فيلنيوس، كاوناس ومينسك مع قاعدة فيلنيوس التي تحتوي على حصص تكفي لإطعام 100 ألف رجل لمدة 40 يومًا. احتوت أيضًا على 27 ألف بندقية و30 ألف زوج من الأحذية إلى جانب البراندي والنبيذ. أنشئت مستودعات متوسطة الحجم في سمولينسك وفيتيبسك وأورشا، جنبًا إلى جنب مع العديد من المستودعات الصغيرة في جميع أنحاء روسيا الداخلية. استولى الفرنسيون أيضًا على العديد من مخازن الإمدادات الروسية السليمة، والتي فشل الروس في تدميرها أو تفريغها، وكانت موسكو نفسها مليئة بالطعام.  وفرت عشرون كتيبة قطار معظم النقل، بحمولة مجتمعة تبلغ 8390 طنًا. كان في اثني عشرة من هذه الكتائب ما مجموعه 3024 عربة ثقيلة تجر كل واحدة منها أربعة خيول لكل منها، وأربع منها بها 2424 عربة خفيفة يستطيع حصان واحد جرها وأربعة بها 2400 عربة تجرها الثيران.  شُكلت قوافل الإمداد بناءً على أوامر نابليون في أوائل يونيو 1812، باستخدام المركبات التي استولى عليها الفرنسيون في شرق بروسيا.  أخذ الفيلق الرابع بقيادة المارشال نيكولاس أودينو بمفرده 600 عربة جُمعت لتشكل في ست وحدات. كان من المفترض أن تحمل عربات القطارات ما يكفي من الخبز والدقيق والإمدادات الطبية لـ 300 ألف رجل لمدة شهرين.

#### نتيجة التحضيرات
أثبتت العربات الثقيلة القياسية، المناسبة تمامًا لشبكات الطرق الكثيفة والمعبدة جزئيًا في ألمانيا وفرنسا، أنها غير صالحة أبدًا بالنسبة للطرق الترابية المتناثرة والبدائية الروسية. لذلك كان طريق الإمداد من سمولينسك إلى موسكو يعتمد كليًا على العربات الخفيفة ذات الأحمال الصغيرة. ترجع الخسائر الفادحة للمرض والجوع والانشقاق في الأشهر الأولى من الحملة إلى عدم القدرة على نقل المؤن بالسرعة الكافية إلى القوات. فشلت إدارة الإشراف الرسمية بتوزيع الإمدادات بصرامة ودقة التي خُزنت أو استولى عليها. من خلال ذلك، وعلى الرغم من كل هذه الاستعدادات، لم يكن الجيش الكبير مكتفيًا ذاتيًا من الناحية اللوجستية وبقي يعتمد على البحث عن الطعام إلى حد كبير.
لعبت الإمدادات غير الكافية دورًا رئيسيًا في الخسائر التي تكبدها الجيش أيضًا. سجل دافيدوف ومشاركين روس آخرين في الحملة استسلامًا بالجملة لأفراد جياع من الجيش الكبير حتى قبل بداية الصقيع. يصف كولينكورت الرجال الذين كانوا يحتشدون ويتخلون عن الخيول التي انزلقت وسقطت، حتى قبل أن يقتل المخلوق المسكين. كان هناك تقارير شهود عيان عن أكل لحوم البشر. كان الفرنسيون ببساطة غير قادرين على إطعام جيشهم. أدى الجوع إلى فقدان التماسك بشكل عام. زادت المضايقات المستمرة للجيش الفرنسي من قبل القوزاق من الخسائر خلال الانسحاب.

## إعلان الحرب
التزم ألكسندر الأول بالسياسة التوسعية التي اتبعتها كاثرين العظيمة، فأصدر إنذارًا أخيرًا يطالب فيه فرنسا بإجلاء قواتها من بروسيا ودوقية وارسو الكبرى في أبريل 1812. اختار نابليون الحرب على الانسحاب.

صرح نابليون رسميًا بالبيان التالي:
يا أيها الجنود، بدأت الحرب البولندية الثانية. انتهت الأولى في فريدلاند، وفي تيلسيت تعهدت روسيا بتحالف أبدي مع فرنسا، وبالحرب على الإنجليز. إنها الآن تخرق عهودها وترفض إعطاء أي تفسير على سلوكها الغريب حتى تتراجع النسور الفرنسية عن نهر الراين، وتترك حلفاءنا تحت رحمتها. تعجل روسيا بهلاكها: ستلاقي مصيرها. أتظننا نتدهور؟ ألسنا الجنود الذين قاتلوا في أوسترليتز؟ إنها تضعنا بين الخزي والحرب – لا يمكن لخيارنا أن يكون صعبًا. فلنتقدم إلى الأمام إذن؛ فلنعبر نهر نيمن وننقل الحرب إلى موطنها. ستكون هذه الحرب البولندية الثانية مهيبة للسلاح الفرنسي بقدر ما كانت الحرب الأولى، لكن السلام الذي سنبرمه سيحمل معه ضماناته الخاصة، وسينهي التأثير المدمر الذي مارسته روسيا في الخمسين عامًا الماضية على أوروبا.
بين 8 و20 يونيو، كانت القوات في حركة مستمرة وكان عليها القيام يوميًا بأشق المسيرات في أكثر درجات الحرارة سوءًا.

## الغزو

### عبور الحدود الروسية
بعد يوم كامل من التحضير، بدأ الغزو يوم الأربعاء، 24 يونيو 1812 بعبور جيش نابليون الحدود. قُسم الجيش إلى خمسة أرتال:
1. في 24 يونيو عبر الجناح الأيسر بقيادة ماكدونالد مع فيلق إكس المكون من 30,000 رجل (نصفهم بروسيون) نهر نيمن في تيلسيت، تُدعى اليوم سوفيتسك. انتقل شمالًا إلى كورلاند لكنه فشل في احتلال ريغا. في أوائل أغسطس احتل دونابرغ؛ في أوائل سبتمبر عاد إلى ريغا بكامل رجاله وعتاده. في 18 ديسمبر، بعد أيام قليلة من فقدان كاوناس، عاد إلى كونيغسبيرغ، وتبعه فيتغنشتاين. في 25 ديسمبر، وجد يورك (فون فارتنبرغ) نفسه معزولًا لأن الجيش الروسي أغلق الطريق أثناء انسحابه. وبعد خمسة أيام حثه ضباطه وبحضور كلاوزفيتز، على تحييد قواته وطرح اتفاقية هدنة. كان لقرار يورك عواقب وخيمة.
2. في مساء يوم 23 يونيو، احتل موران برفقة مهندسين عسكريين الجانب الآخر من نهر نيمن. في صباح اليوم التالي، عبر نابليون متبوعًا بالحرس الإمبراطوري (47,000) النهر على أحد الجسور العائمة الثلاثة القريبة من تلة نابليون. بعد ذلك، عبر سلاح الفرسان التابع لمورات مع ثلاثة فيالق (قرابة 180 الف رجل) النهر متجهين إلى فيلينوس. تبعوا بعدها الجيش الغربي الأول بقيادة باركلي دي تولي إلى دريسا وبولوتسك.